# Georg Swensson
Carl Georg Swensson, född 28 augusti 1884 i Tvååkers församling, Hallands län, död 8 juli 1954 i Spånga kyrkobokföringsdistrikt, Stockholm, var en svensk redaktör och socialdemokratisk kommunalpolitiker.
Swensson, som var son till Sven Johan och Britta Sofia Carlsson, innehade olika anställningar 1899–1912, var annonsexpeditör och kassör i Hallands Folkblad 1913–1914, redaktör 1915–1934 och annonschef 1935–1939. Han var sekreterare i Hallands socialdemokratiska partidistrikt 1916–1920, ordförande 1920–1934 och under en tid ordförande i Halmstads arbetarekommun. Han var kassör och ordförande i Hallandskretsen av Svenska journalistföreningen 1918–1934, ledamot av stadsfullmäktige i Halmstads stad 1918–1939, ordförande i styrelsen för Halmstads elverk 1930–1945, ledamot av styrelsen för Sydsvenska Kraft AB 1931–1944 och av hamnstyrelsen 1920–1945. Han var byråföreståndare för arbetslöshetsnämnden från 1944.